# Paragonita
A paragonita é um mineral do grupo dos filossilicatos, subgrupo das micas. Com formulas estrutural NaAl2(Si3Al)O10(OH)2. Sua cristalografia e denominada em duas classes, a monoclínica (classe prismática) e domática (em parte hexagonal) . Seu hábito ocorre normalmente como escamas. Compactado ou maciço. Forma cristais tabulares paralelos a {001}.

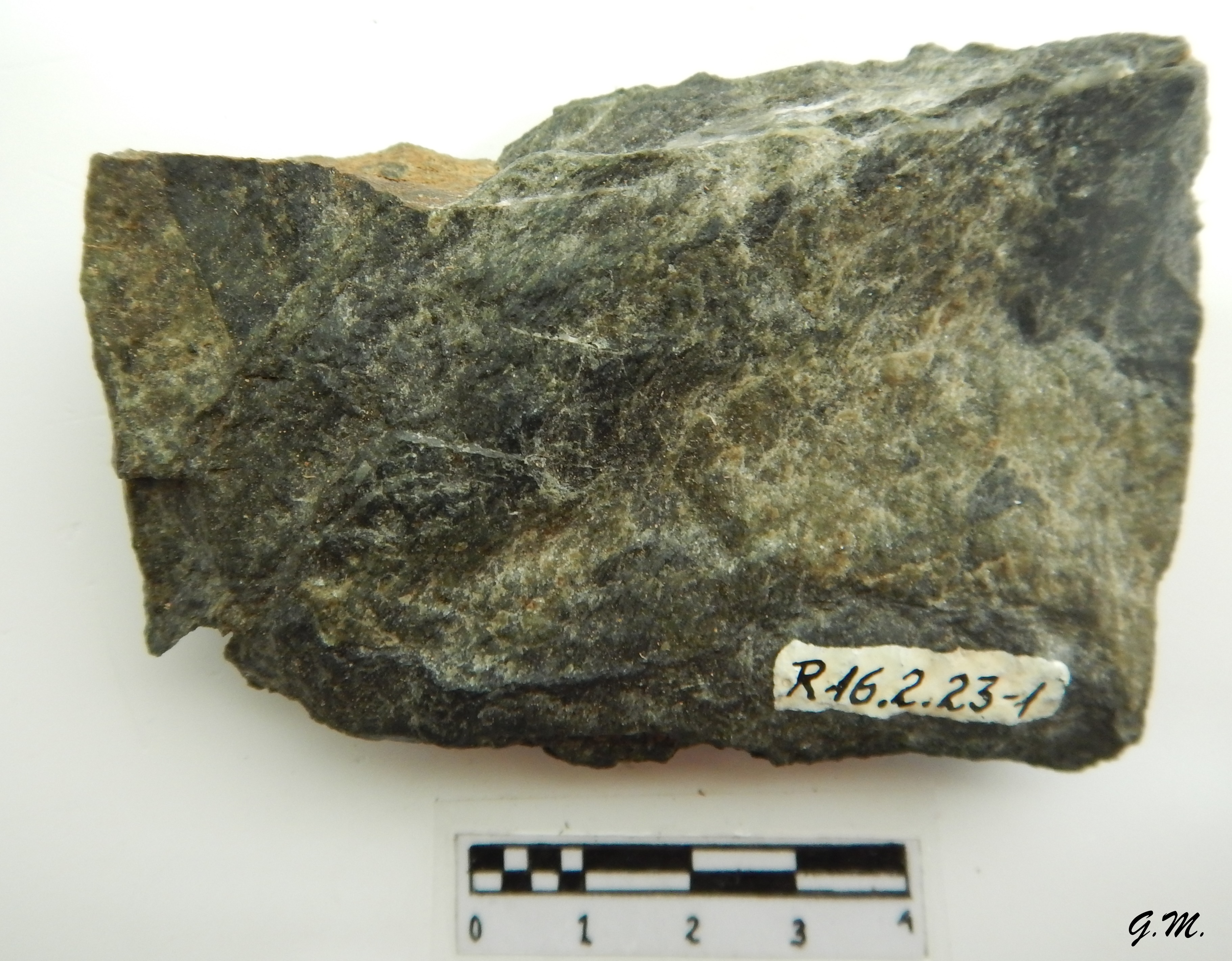
http://bibdigital.epn.edu.ec/handle/15000/13939

## Formação

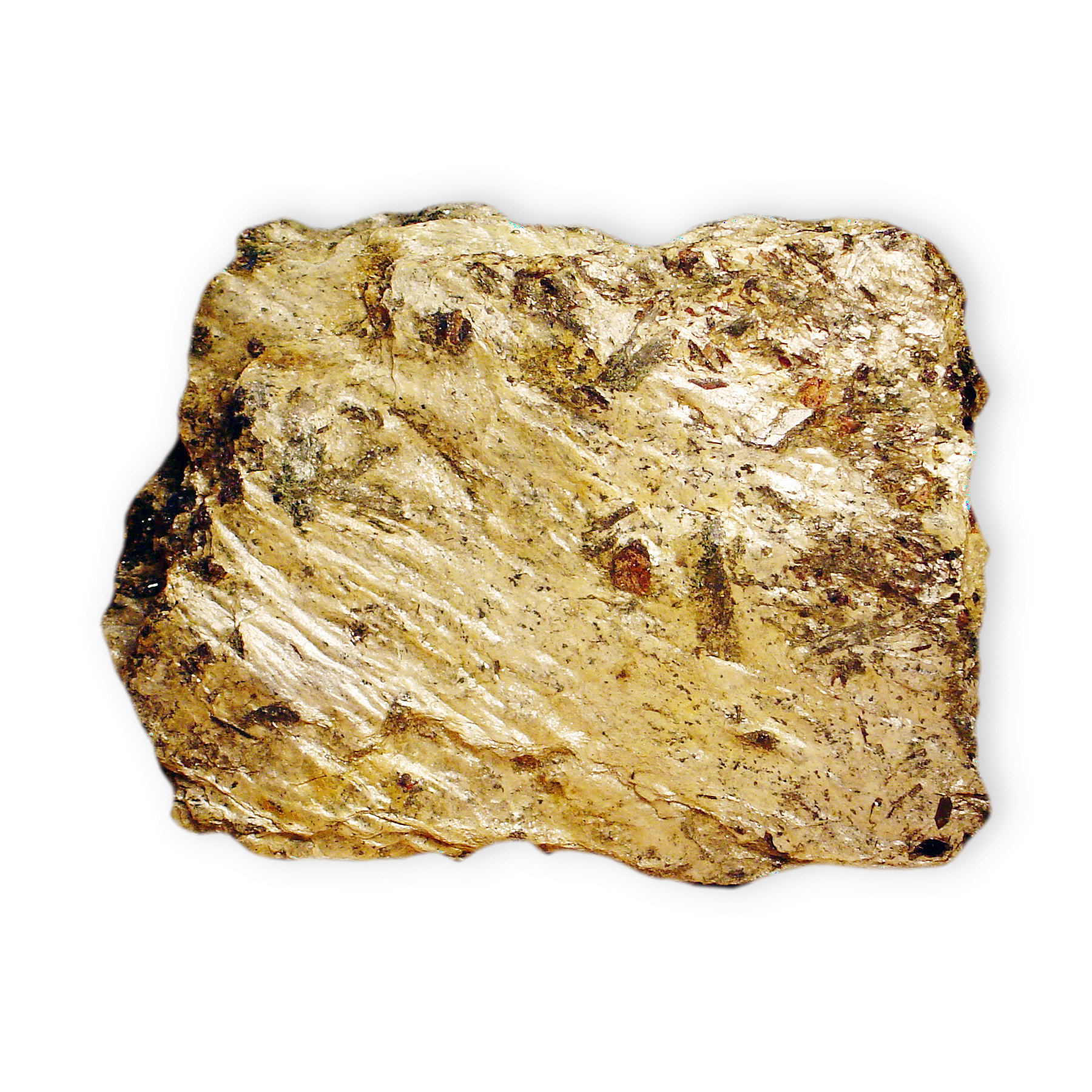
Paragonita com granada

A paragonita e um mineral pouco comum, geralmente é encontrado em rochas metamórficas de baixo grau metamórfico como xisto e filito, filões hidrotermais ou “greisen”, veios de quartzo e rochas contendo glaucofânio. Uns dos minerais com os quais a paragonita e associado e a cianita, estaurolita, muscovita, quartzo, glaucofânio, clorita, granada, turmalina, calcita, actinolita. 